# Hedysarum schischkinii
Hedysarum schischkinii är en ärtväxtart som beskrevs av Georgji Prokopievič Sumnevicz. Hedysarum schischkinii ingår i släktet buskväpplingar, och familjen ärtväxter. Inga underarter finns listade i Catalogue of Life.